# Lambda Pyxidis
Lambda Pyxidis (λ Pyxidis, förkortat Lambda Pyx, λ Pyx) som är stjärnans Bayerbeteckning, är en ensam stjärna belägen i den östra delen av stjärnbilden Kompassen. Den har en skenbar magnitud på 4,68 och är synlig för blotta ögat där ljusföroreningar ej förekommer. Baserat på parallaxmätning inom Hipparcosuppdraget på ca 17,0 mas, beräknas den befinna sig på ett avstånd på ca 192 ljusår (ca 59 parsek) från solen.

## Egenskaper
Lambda Pyxidis är en gul till vit jättestjärna av spektralklass G8.5 IIIb Fe-1. Den har en massa som är ungefär dubbelt så stor som solens massa, en radie som är ca 8 gånger större än solens och utsänder från dess fotosfär ca 49 gånger mera energi än solen vid en effektiv temperatur på ca 5 100 K.
Mätningar av förändringar i stjärnans rörelse genom rymden tyder på att den är en astrometrisk dubbelstjärna. Den synliga komponenten har ett spektrum som visar ett underskott av järn och svaga emissionslinjer för cyanoradikaler. Den genererar energi genom fusion av helium i sin kärna.